# Lacrimosa (musikgrupp)
Lacrimosa är en musikalisk duo, bildad 1990, bestående av tyska Tilo Wolff och finska Anne Nurmi. 
Lacrimosa spelade i början mörk och långsam darkwave. Deras nuvarande musikaliska stil blandar goth och metal med violiner och andra klassiska instrument, och är betydligt lättare och symfonisk än de tidigare verken. Låttexterna är till stor del på tyska, men ett fåtal är på engelska (då oftast skrivna av Nurmi). Texterna behandlar teman som ensamhet, sorg, kärlek och förtvivlan. I samband med duons 20-årsjubileum 2010 släpptes ett "best of"-album vid namn Schattenspiel. 
Tilo Wolff, som är bandets huvudsakliga kompositör, är även manager för det tyska rockbandet Cinema Bizarre.